# Operazione Prosperity Guardian
L'operazione Prosperity Guardian (in italiano Guardiano della prosperità) è un'operazione militare guidata da una coalizione multinazionale formata il 19 dicembre 2023 per rispondere agli attacchi alle navi nel Mar Rosso. Tale operazione rientra all'interno del Combined Task Force 153, una delle cinque task force multinazionali che compongono le Combined Maritime Forces (CMF).
Annunciata dal segretario alla difesa degli Stati Uniti Lloyd Austin, questa coalizione marittima internazionale mira a rispondere agli attacchi e alle minacce degli Houthi contro le navi mercantili e in particolare quelle considerate da questi ultimi legate a Israele, in risposta all'offensiva di terra israeliana del 2023 nella Striscia di Gaza.

## Stati partecipanti
In una dichiarazione del 18 dicembre 2023, il segretario alla difesa Austin ha indicato esplicitamente nove paesi che, oltre agli Stati Uniti d'America, parteciperanno alla missione: Bahrein, Canada, Francia, Italia, Norvegia, Paesi Bassi, Regno Unito, Seychelles e Spagna.
Dopo questo annuncio vi sono state tuttavia alcune precisazioni. La Francia ha annunciato il suo sostegno alle operazioni di sicurezza alla navigazione nel Mar Rosso e il dispiegamento nella zona di una sua fregata (la Languedoc della classe FREMM), ma ha dichiarato che le sue forze opereranno esclusivamente sotto il controllo francese; similmente, l'Italia ha annunciato lo schieramento in Mar Rosso di una fregata della Marina Militare (la Virginio Fasan della classe FREMM) ma al di fuori della struttura di comando dell'operazione Prosperity Guardian. La Spagna ha dichiarato la volontà di partecipare unicamente a missioni militari coordinate dalla NATO o dall'Unione europea, e si è chiamata fuori dall'operazione.
Il Regno Unito ha annunciato il suo contributo all'operazione nella forma del cacciatorpediniere della classe Type 45 HMS Diamond, già schierato precedentemente in Mar Rosso. La Grecia, non inclusa nell'elenco di Austin del 18 dicembre, ha espresso l'intenzione di partecipare alla missione inviando una fregata; similmente, la Danimarca ha annunciato l'intenzione di inviare una fregata a prendere parte all'operazione. Altre nazioni come Canada, Paesi Bassi e Norvegia hanno annunciato l'invio di ufficiali di collegamento presso il quartier generale della missione ma non lo schieramento di unità navali, in questo imitate anche dall'Australia che tuttavia ha escluso l'invio di proprie navi o aerei militari nella regione. Le Seychelles hanno annunciato che la propria partecipazione all'operazione consisterà unicamente nell'invio e nella ricezione di informazioni.
A gennaio 2024 anche Sri Lanka e Singapore hanno deciso di partecipare alla missione.